# Димай Зухейр
Димай Зухейр Ильяс Хаддад (Гильно) — иорданский чеченец, дипломат, чрезвычайный и полномочный посол Иордании в Японии.

## Биография
Отец Зухейра дал своему сыну имя Димай в честь чеченского гармониста Умара Димаева.
Зухейр Димай работал в Министерстве иностранных дел Иордании. Он был направлен в командировку в Ирак, где работал секретарём посольства Иордании. В это время боевики ИГИЛ захватили несколько заложников из числа граждан Франции. Димай Зухейр принял участие в судьбе заложников, приложив максимум усилий для их освобождения.
Об этой деятельности Зухейра стало известно президенту Франции Николя Саркози. Последний направил благодарственное письмо королю Иордании Абдалле II. Абдалла II отозвал Димая Зухейра на родину. Димай Зухейр был награждён орденом и назначен чрезвычайным и полномочным послом Иордании в Японии.